# Прапор Маасейка
Прапор Маасейка був офіційно затверджений муніципальною радою 3 вересня 1980 року як муніципальний прапор бельгійського муніципалітету Маасейк в провінції Лімбург. 1 грудня 1980 року він був підтверджений королівським указом і остаточно опублікований 22 січня 1981 року в офіційному бельгійському державному віснику. Офіційно прапор описується так: 
Чотири однаково високих смуги жовтого, червоного, білого та зеленого кольорів.
Кольори прапора походять від міського герба. Прапор міста є комбінацією старих прапорів Маасейка, Неероетерена та Опоетерену. 

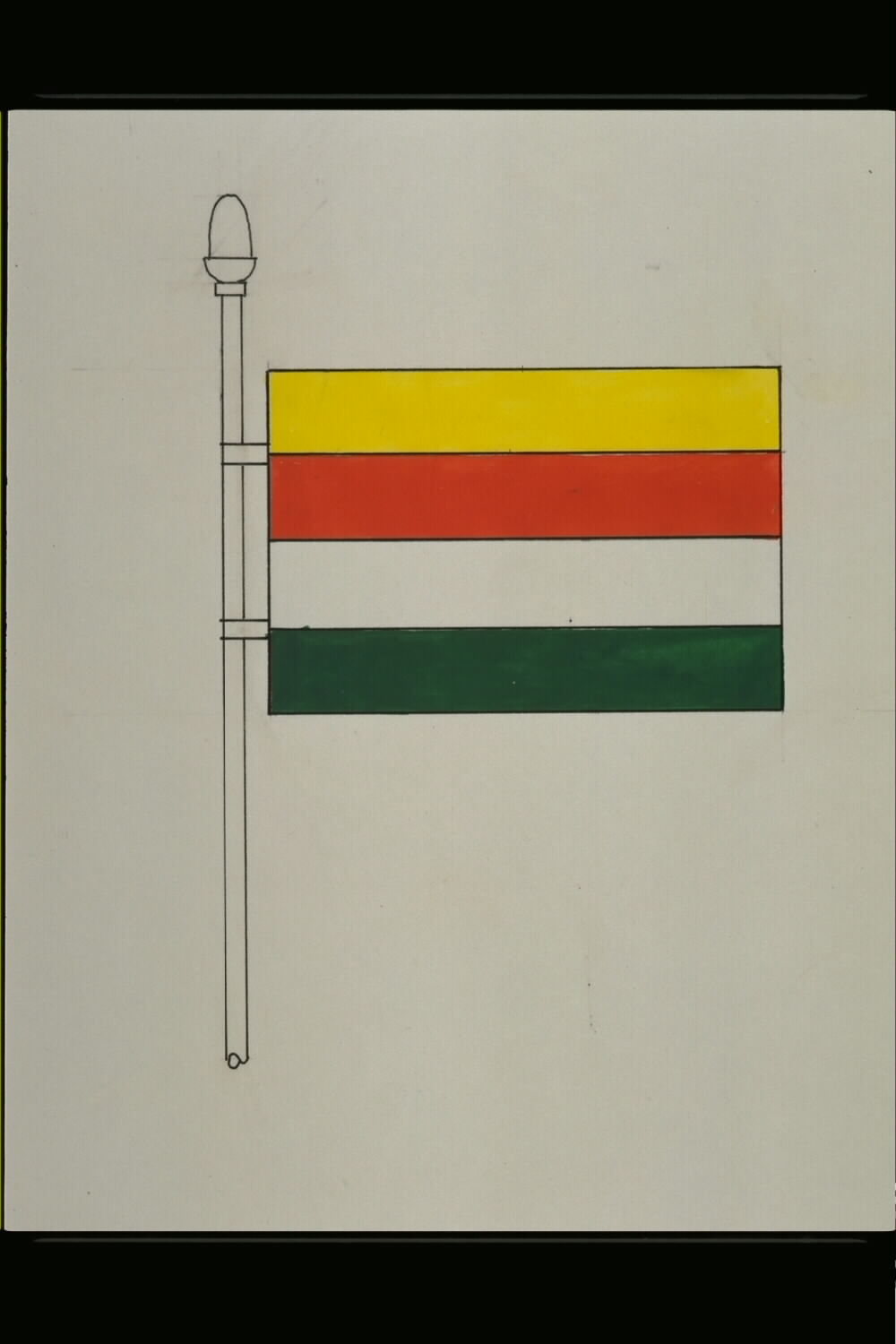
Офіційний малюнок прапора
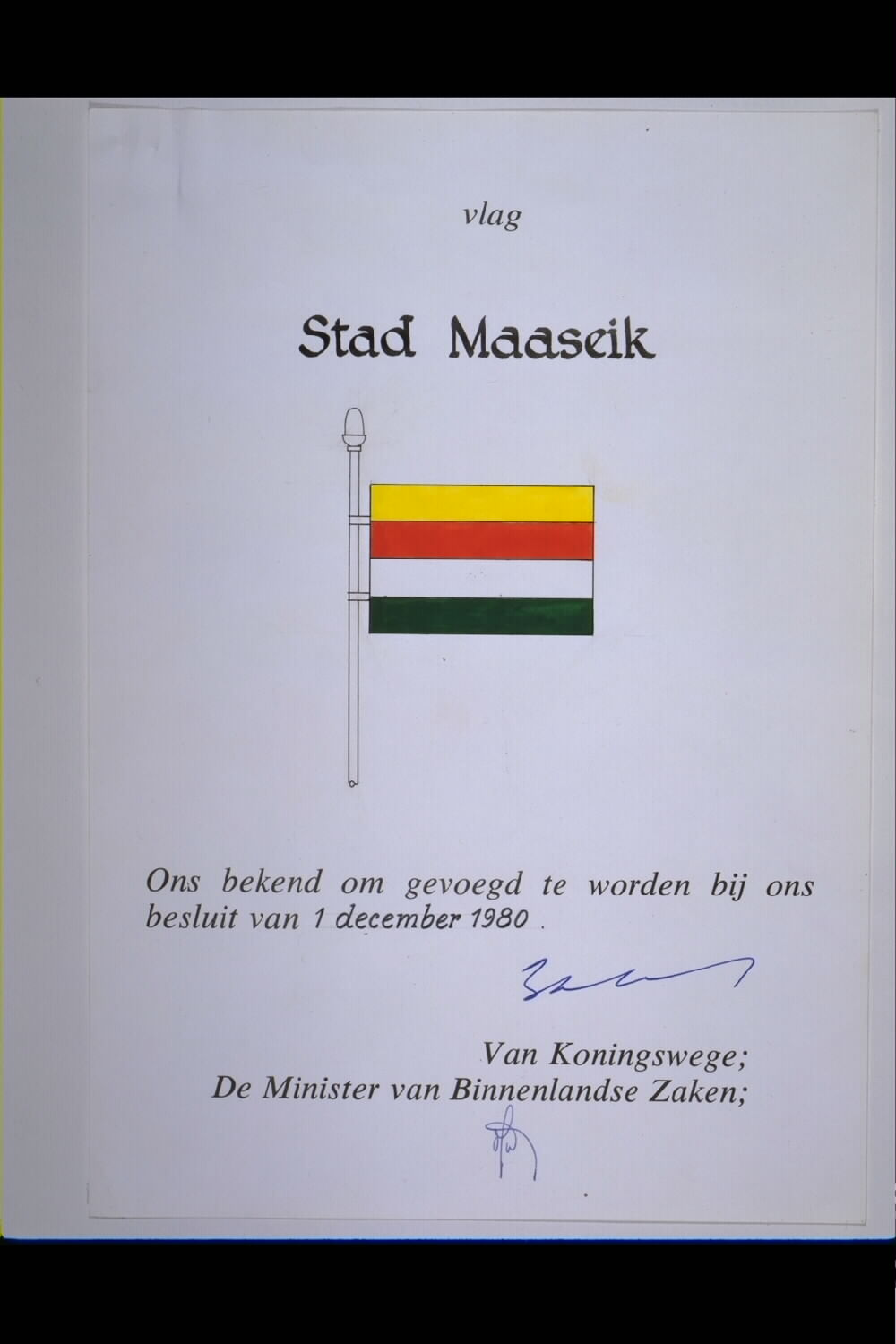
Дизайн прапора, намальований Карелом Помою
Старий герб Маасейка
Старий герб Неероетерена
Старий герб Опоетерен
Сучасний Герб Маасейка